# Хурме, Нико
Нико Хурме (фин. Niko Hurme, родился 10 ноября 1974 в Карккиле) — финский музыкант, бывший бас-гитарист группы Lordi, нынешний бас-гитарист группы Stala & SO.

## Биография
Бывший басист группы Lordi, в которой выступал с 2002 по 2005 годы. Участвовал в записи двух альбомов группы, является соавтором песни Kalmageddon, которую писал вместе с Mr. Lordi. Песня являлась завершающей на альбоме The Monsterican Dream. На альбоме Get Heavy указано его имя, хотя все бас-партии исполнял Сами «Magnum» Волькинг. На альбоме The Arockalypse он исполнил несколько бас-партий, хотя официально в качестве бас-гитариста значился OX. В группе Хурме выступал под именем Kalma (с фин. — «Смерть») в образе «зомби-байкера».
В 2005 году он покинул группу. Однако он появляется в 2007 году на концертах Lordi в качестве гостя (в клубах Nosturi и на фестивале The Forum). В настоящий момент он выступает в группе Stala & SO. под псевдонимом «Ник Гор» вместе с бывшим коллегой по Lordi Сампсой «Стала» Асталой: группа даже участвовала в отборе на Евровидение 2011.

## Дискография

### Lordi
- Get Heavy (2002)
- The Monsterican Dream (2004)
- The Arockalypse (2006)

### Stala & So.
- It Is So. (2011)
- Gimme Five (2011)
- Play Another Round (2013)
- Stala & So. (2015)

## Фильмография
- Кровное родство (2004) — Kalma